# Sử dụng thuốc trừ dịch hại
Sử dụng thuốc trừ dịch hại đề cập tới cách hành động thực tế theo đó các loại thuốc trừ dịch hại, (gồm cả thuốc diệt cỏ, thuốc diệt nấm, thuốc trừ sâu, hay các chất kiểm soát giun tròn) được áp dụng lên các mục tiêu sinh học của chúng (ví dụ các loài gây hại, mùa màng hay loài cây khác). Sự lo ngại của công chúng về việc sử dụng các loại thuốc trừ dịch hại đã nhấn mạnh nhu cầu khiến quá trình này trở nên càng hiệu quả càng tốt, để giảm thiểu sự phát tán của chúng vào môi trường và tác động tới con người (gồm cả người thực hiện, người đi ngang qua và người tiêu thụ sản phẩm). Việc thực hiện quản lý loài gây hại bằng cách sử dụng có giới hạn các loại thuốc trừ dịch hại đòi hỏi nhiều lĩnh vực, gồm nhiều khía cạnh của sinh vật học và hoá học với: nông học, kỹ thuật, khí tượng học, kinh tế xã hội và sức khoẻ cộng đồng, cùng với các lĩnh vực mới hơn như công nghệ sinh học và công nghệ thông tin.

## Xử lý hạt
Xử lý hạt có thể được thực hiện với hiệu năng rất cao, về khía cạnh liều hiệu quả áp dụng cho mùa màng. Các loại thuốc trừ dịch hại được áp dụng cho hạt trước khi được gieo trồng, dưới hình thức xử lý hạt, hay phủ ngoài,để bảo vệ chống lại các nguy cơ từ trong đất với cây; ngoài ra, những lớp phủ đó có thể cung cấp các hoá chất và chất dinh dưỡng phụ thêm được thiết kế để thúc đẩy cây sinh trưởng. Một lớp phủ hạt thông thường có thể bao gồm một lớp dinh dưỡng chứa nitơ, phosphor, và kali, một lớp do vi khuẩn nốt rễ tạo nên chứa vi khuẩn cộng sinh và các vi sinh vật, và một lớp chống nấm (hay hoá chất khác) để khiến hạt khó bị sinh vật gây hại tấn công..

## Phun
Một trong nhiều cách sử dụng thuốc trừ dịch hại thông thường, đặc biệt trong nông nghiệp quy ước, là sử dụng các máy xịt cơ khí. Các máy xịt thủy lực gồm một bình, một vòi, một tay gạt (dùng cho các mũi phun đơn), và một mũi phun (hay nhiều mũi phun). Các máy xịt biến một công thức thuốc trừ dịch hại, thường chứa một hỗn hợp nước (hay một chất mang lỏng khác, như phân bón) và hoá chất, thành các giọt nhỏ, có thể lớn cỡ hạt mưa hay nhỏ cỡ các phân tử. Sự chuyển đổi này được hoàn thành bằng cách buộc hỗn hợp phun đi qua một mũi phun dưới tác động của áp lực. Kích cỡ hạt có thể được thay đổi khi sử dụng các cỡ mũi phun khác nhau, hay bằng cách thay đổi áp suất phun, hay cả hai. Nhữnghạt lớn có ưu điểm ít bị ảnh hưởng bởi trôi dạt khi xịt, nhưng cần nhiều nước hơn trên mỗi đơn vị diện tích sử dụng. Các hạt nhỏ có khả năng tĩnh điện để tối đa hoá tiếp xúc với sinh vật mục tiêu, nhưng đòi hỏi sử dụng ở điều kiện gió thấp.

### Phun trước và sau khi cây mọc

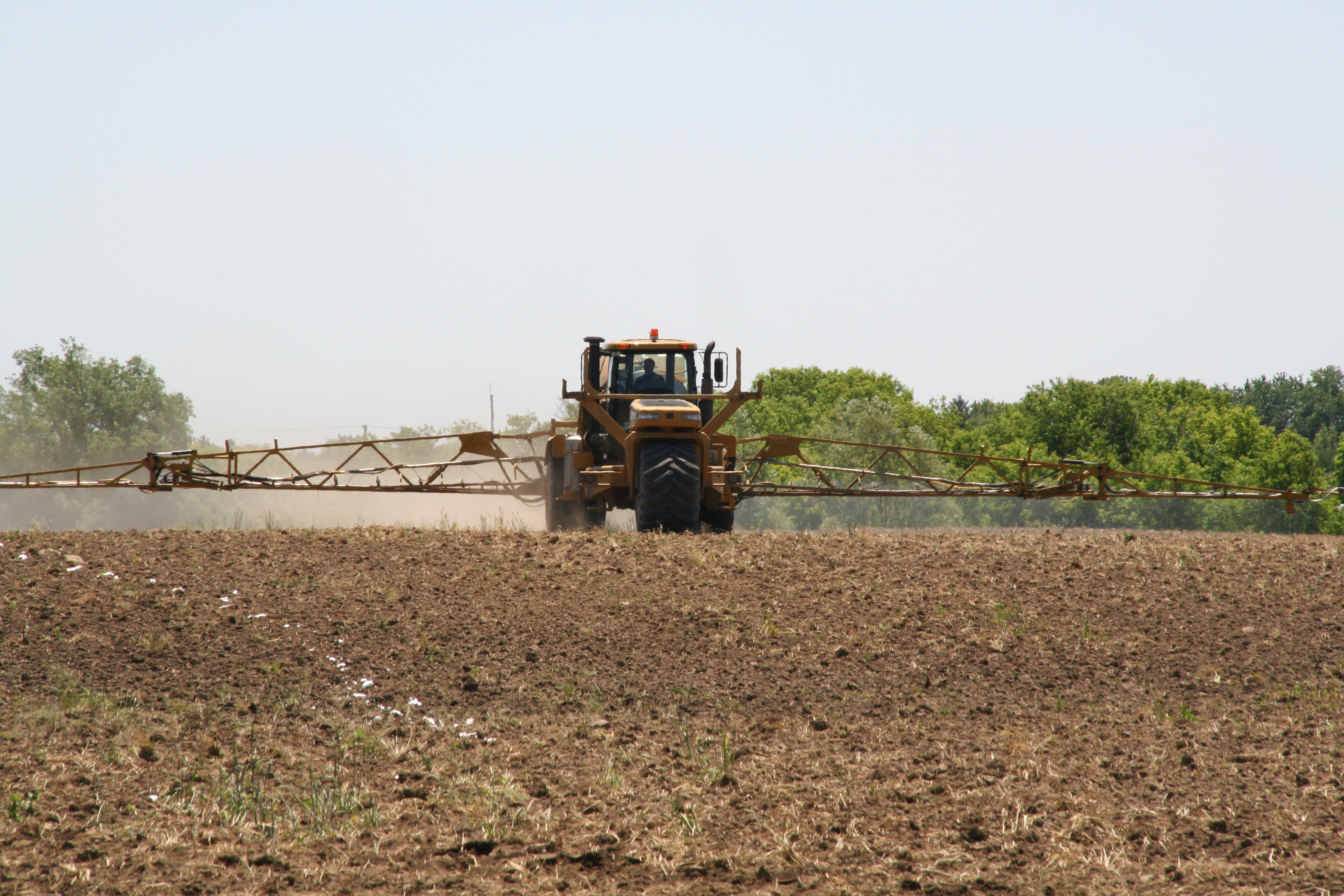
Máy phun thuốc trừ sâu tự hành lớn 'Floater', thực hiện phun thuốc trước khi cây mọc

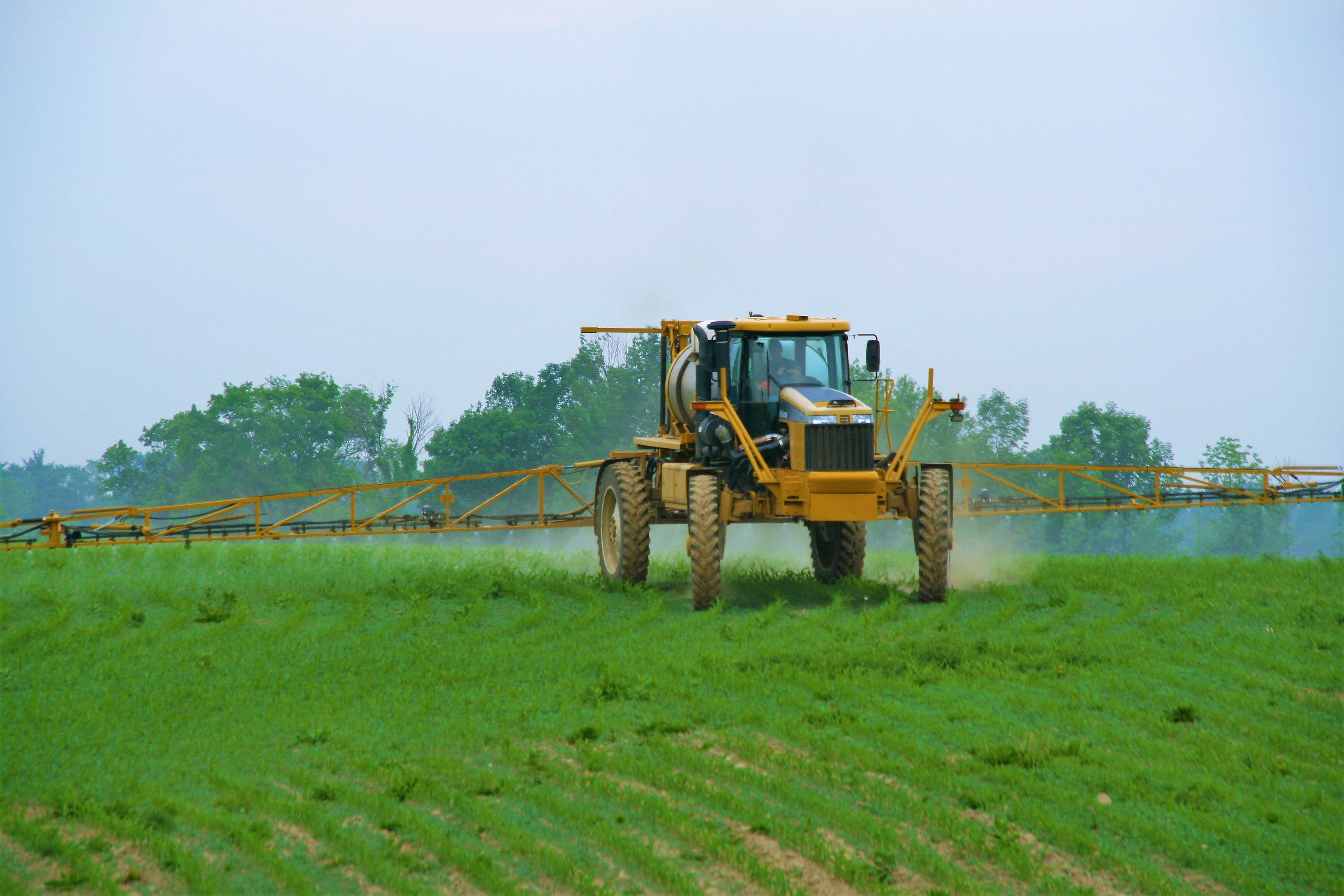
Máy phun thuốc trừ sâu tự hành phun thuốc sau khi cây mọc

Các loại thuốc trừ sâu nông nghiệp truyền thống có thể hoặc được sử dụng trước hay sau khi cây mọc, một từ chỉ tình trạng nảy mầm của cây. Việc sử dụng thuốc trừ dịch hại trước khi cây mọc, trong nông nghiệp quy ước, tìm cách giảm bớt áp lực cạnh tranh lên các loại cây mới mọc mầm bằng cách loại bỏ các sinh vật không mong muốn và tối đa hoá lượng nước, chất dinh dưỡng đất, và ánh sáng cho cây. Một ví dụ về sử dụng thuốc trừ dịch hại trước khi cây mọc là sử dụng atrazine cho ngô. Tương tự, các hỗn hợp glyphosate thường được sử dụng trước khi cây mọc trên các cánh đồng nông nghiệp để loại bỏ các loài cỏ dại nảy mới sớm và chuẩn bị cho cây lương thực sau đó. Thiết bị phun trước khi cây mọc thường lớn, có lốp rộng được thiết kế để di chuyển được trên đất xốp, giảm thiểu sự nén đất và tác động tới giống đã gieo (nhưng chưa trồi lên). Một máy phun ba bánh, như một chiếc trong hình bên phải, được thiết kế để các lốp xe không đi trên cùng một đường, giảm thiểu sự tạo thành vết lún trên cánh đồng và hạn chết tác động tới lớp đất bên dưới.
Việc sử dụng thuốc trừ dịch hại sau khi cây mọc đòi hỏi sử dụng các máy móc chuyên dụng được lựa chọn để giảm thiểu tác động tới sinh vật không mong muốn. Một ví dụ là 2,4-Dichlorophenoxyacetic acid, sẽ làm tổn thương các loài cỏ dại lá rộng (dicots) nhưng vẫn để lại các loại cỏ (monocots). Ví dụ, một hoá chất như vậy đã được sử dụng rộng rãi trên các cánh đồng lúa mì. Một số công ty cũng đã tạo ra các sinh vật biến đổi gene có khả năng kháng nhiều loại thuốc trừ dịch hại. Các ví dụ gồm đậu tương kháng glyphosate và Bt maize, thay đổi các kiểu công thức liên quan tới việc sử dụng áp lực thuốc trừ dịch hại sau khi mọc. Một điều quan trọng cần lưu ý rằng thậm chí khi đã có những lựa chọn hoá chất thích hợp, nhiệt độ môi trường cao hay các ảnh hưởng môi trường khác, có thể khiến các loài sinh vật phi mục tiêu bị ảnh hưởng trong quá trình sử dụng. Bởi cây đã nảy mầm, các nhu cầu sử dụng thuốc trừ dịch hại sau nảy mầm hạn chế sự tiếp xúc với cánh đồng để giảm thiểu thiệt hại do tá động tới cây và đất. Thiết bị sử dụng công nghiệp thường thấy sẽ sử dụng các lốp rất cao và hẹp và cộng với nó là một cơ cấu phun có thể được nâng lên và hạ xuống tuỳ theo chiều cao của cây. Các máy phun thường có 'khoảng sáng gầm lớn' bởi chúng có thể vượt trên các loài cây đang mọc, dù thường không quá 1 tới 2 mét. Ngoài ra, các máy phun đó thường có các cơ cấu phun lớn để giảm số lần đi lại qua cánh đồng, một lần nữa được thiết kể để giảm thiểu thiệt hại tới cây trồng và tăng hiệu năng. Trong nông nghiệp công nghiệp, không hiếm máy phun có tay dài tới 120 feet (40 mét), đặc biệt tại nông nghiệp thảo nguyên với những cánh đồng rộng và phẳng. Liên quan tới việc này, phun thuốc trừ dịch hại từ máy bay là một biện pháp phủ phía trên một loại thuốc trừ dịch hại cho một loại cây sau nảy mầm và loại bỏ sự tiếp xúc với đất và cây.
Các máy phun luồng gió, cũng được gọi là các máy phun khí nén hay sương mù, thường được sử dụng cho các loại cây trồng cao, như cây ăn quả, nơi các máy phun kiểu cánh tay hay kiểu phun từ trên không không thích hợp. Những kiểu máy phun này chỉ có thể sử dụng nơi việc phun quá mức—phun trôi dạt—không đáng lo ngại, hoặc qua việc lựa chọn hoá chất không có tác động không mong muốn tới các loài khác, hay bằng cách có một vùng đệm thích hợp. Chúng có thể được dùng cho côn trùng, cỏ dại, và các loại sâu bệnh khác với mùa màng, con người, và súc vật. Các máy phun luồng gió bơm chất lỏng vào trong một dòng không khí chuyển động nhanh, phá vỡ các giọt lớn thành các phần tử nhỏ.
Phun sương mù thực hiện một vai trò tương tự với phun sương trong việc tạo ra các phần tử có kích thước rất nhỏ, nhưng sử dụng một phương pháp khác. Theo đó các máy phun sương tạo ra một dòng không khí chuyển động nhanh có thể vượt qua các khoảng cách lớn, các máy phun sương mù sử dụng một piston hay ống bễ để tạo ra một khu vực di chuyển chậm của thuốc trừ dịch hại thường được sử dụng cho các khu vực kín, như trong nhà và chuồng nuôi gia súc.

### Sự kém hiệu năng của biện pháp phun
Để hiểu rõ hơn nguyên nhân của tính kém hiệu quả của việc phun, sẽ hữu ích khi xem xét những việc phun thuốc bằng cách tạo ra nhiều giọt nhỏ từ các mũi phun (thủy lực) thông thường. Cách này từ lâu đã được công nhận là một trong những ý tưởng quan trọng nhất trong việc sử dụng thuốc bằng biện pháp phun (ví dụ. Himel, 1969), dẫn tới những khác biệt to lớn trong các tính chất của các giọt.
Về lịch sử, việc áp dụng liều cho mục tiêu sinh học (ví dụ. sâu hại) đã cho thấy sự không hiệu quả. Tuy nhiên, sự có được những tác động "lý tưởng" với hiệu ứng sinh học là điều khó khăn), nhưng dù có những lo ngại của Hislop về chi tiết, đã có nhiều bằng chứng rằng những số lượng lớn thuốc trừ dịch hại bị tiêu phí vô ích khi trượt khỏi cây cối và rơi xuống đất, trong một quá trình được gọi là endo-drift. Đây là một hình thức ít quen thuộc hơn của sự trôi dạt thuốc trừ dịch hại, với lượng trôi dạt hao phí gây ra lo ngại lớn của công chúng. Các loại thuốc trừ dịch hại thông thường được sử dụng bằng bình xịt thủy lực, hoặc bơm tay hoặc máy, theo đó các công thức sử dụng có chứa một lượng lớn nước.
Kích cỡ hạt tạo ra khác nhau có các tính chất phân tán rất khác nhau, và là nguyên nhân gây ra các tương tác vĩ và vi khí hậu phức tạp (Bache & Johnstone, 1992). Để làm đơn giản hoá những tương tác đó theo khía cạnh kích thước hạt và tốc độ gió, Craymer & Boyle kết luận rằng có ba kiểu điều kiện theo đó các hạt rơi từ mũi phun xuống mục tiêu. Chúng là:
- Đóng cặn: thường là các hạt lớn (>100 µm) được sử dụng với các tốc độ gió thấp; các hạt trên cỡ này thích hợp để làm giảm sự ô nhiễm do trôi dạt của các loại thuốc diệt cỏ.
- Xoáy lốc: thường là các hạt nhỏ (<50 µm) thường được coi là thích hợp cho các mục tiêu là các loại côn trùng có cánh, trừ khi cùng có tĩnh điện để tạo lực cần thiết hút các hạt nhỏ vào lá. (NB: kiểu tác động sau chỉ có tác dụng ở những khoảng cách rất nhỏ, thường là dưới 10 mm.)
- Các điều kiện trung gian theo đó cả các hiệu ứng đóng cặn và trôi dạt đều quan trọng. Hầu hết các loại thuốc trừ sâu nông nghiệp và thuốc chống nấm dạng phun thích hợp nhất khi sử dụng các hạt nhỏ (khoảng 50-150 µm) để tối đa hoá vùng "bao phủ" (các hạt nhỏ trên đơn vị diện tích), nhưng cũng bị trôi dạt.

### Cải thiện mục tiêu

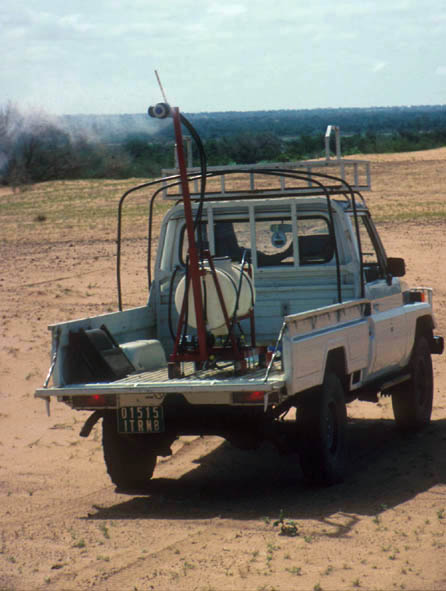
'Ulvamast Mk II: một máy phun ULV để tiêu diệt châu chấu tại Niger

Trong thập niên 1970 và 1980 các kỹ thuật sử dụng cải tiến như kiểm soát giọt phun (CDA) đã được quan tâm nghiên cứu nhiều, nhưng nó vẫn chưa được áp dụng thương mại. Bằng cách kiểm soát kích thước hạt, các tỷ lệ áp dụng thể tích cực thấp (ULV) hay thể tích rất thấp (VLV) với hỗn hợp thuốc trừ dịch hại có thể đạt tới các kết quả sinh học tương tự (hay thỉnh thoảng tốt hơn) bằng cách cải thiện thời gian và liều lượng áp dụng với mục tiêu sinh học (ví dụ sâu bệnh). Không máy phun nào đã được phát triển có khả năng tạo ra các hạt đồng nhất (phân tán đơn), nhưng các máy phun quay (đĩa và khung quay) thường tạo ra các hạt nhỏ có phổ kích thước đồng nhất hơn các mũi phun thủy lực thông thường (xem: CDA & ULV thiết bị sử dụng). Các kỹ thuật sử dụng có hiệu quả khác gồm: băng, bả, tạo hạt riêng biệt, xử lý hạt và diệt cỏ dại.
CDA là một ví dụ tốt về công nghệ sử dụng thuốc trừ dịch hại thích hợp (RPU) (Bateman, 2003), nhưng không may thay nó đã không thích hợp với các cơ cấu tài chính công cộng từ đầu thập niên 1990, bởi nhiều người tin rằng tất cả những sự phát triển thuốc trừ dịch hại phải là trách nhiệm của các nhà sản xuất. Mặt khác, các công ty sản xuất có lẽ không thích khuyến khích cách sử dụng cải thiện mục tiêu và vì thế sẽ làm giảm bớt doanh số, trừ khi họ có thể có lợi bằng cách thêm giá trị vào các sản phẩm theo một cách khác. RPU tương phản mạnh với việc khuyến khích thuốc trừ dịch hại, và nhiều lo ngại về hoá nông nghiệp, cũng đã biết rõ rằng việc sở hữu sản phẩm mang lại lợi ích dài hạn nhiều hơn áp lực cao của người bán hàng với một số lượng thu nhỏ lại của các phân tử "đạn bạc" mới. Vì thế RPU có thể tạo ra một khung thích hợp cho việc hợp tác giữa nhiều công ty trong lĩnh vực bảo vệ cây trồng.

## Các biện pháp sử dụng khác
- Thiết bị sử dụng kiểu hạt
- Sử dụng kiểu bụi
- Chế tạo một thiết bị có bánh để bơm xịt vườn

### Các biện pháp sử dụng thuốc trừ vật hại trong gia đình
Quản lý côn trùng gây hại trong nhà bắt đầu với sự hạn chế côn trùng tại ba địa điểm quan trọng nhất: nơi ở, nước và thức ăn. Nếu côn trùng trở thành một vấn đề dù đã có những biện pháp đó, bắt đầu kiểm soát chúng bằng các biện pháp pháp an toàn nhất, nhắm mục tiêu thành phần chủ động với loại côn trùng riêng biệt.
Đẩy lùi côn trùng, là cách kiểu "xịt bọ", từ một chai thủy tin hay hộp phun. Xịt vào vải vóc, tay, chân và các bộ phận khác, việc sử dụng các sản phẩm này thường có xu hướng tránh được các côn trùng khác ở gần. Đây không phải là một loại thuốc trừ sâu.
Thuốc trừ sâu được sử dụng để tiêu diệt vật hại—thường là côn trùng, và nhện—chủ yếu bằng một bình xịt, và việc phun trực tiếp vào côn trùng hay tổ của nó là biện pháp tiêu diệt nó. Việc phun bay sẽ tiêu diệt các vật hại có cánh, ruồi nhặng, kiến, gián và các loài côn trùng khác và cả nhện. Những cách khác là các hạt hay chất lỏng được tẩm vào mồi để côn trùng ăn. Với nhiều loài vật hại trong nhà có các loại bẫy mồi chứa thuốc trừ dịch hại hoặc pheromone. Việc phun vào các kẽ nứt hay kẽ hở được dùng trong và quanh các kẽ hở trong nhà như ván ghép chân tường và hệ thống ống nước. Các loại thuốc trừ dịch hại để chống mối thường được bơm vào trong và quanh móng nhà.
Các thành phần hoạt động của nhiều loại thuốc diệt côn trùng trong nhà gồm permethrin và tetramethrin, gây ảnh hưởng tới hệ thần kinh của côn trùng và nhện.
Việc phun thuốc diệt côn trùng chỉ được tiến hành ở những khu vực thoáng gió, bởi các hóa chất trong hạt sương phun và hầu hết các loại thuốc diệt côn trùng đều có hại hay có thể gây chết người và các loài động vật. Tất cả các sản phẩm thuốc trừ sâu gồm cả chất rắn, mồi và bẫy mồi đều phải được sử dụng theo cách để chúng tránh xa các loài động vật hoang dã, động vật và trẻ em.

### Lịch sử trang bị và kỹ thuật

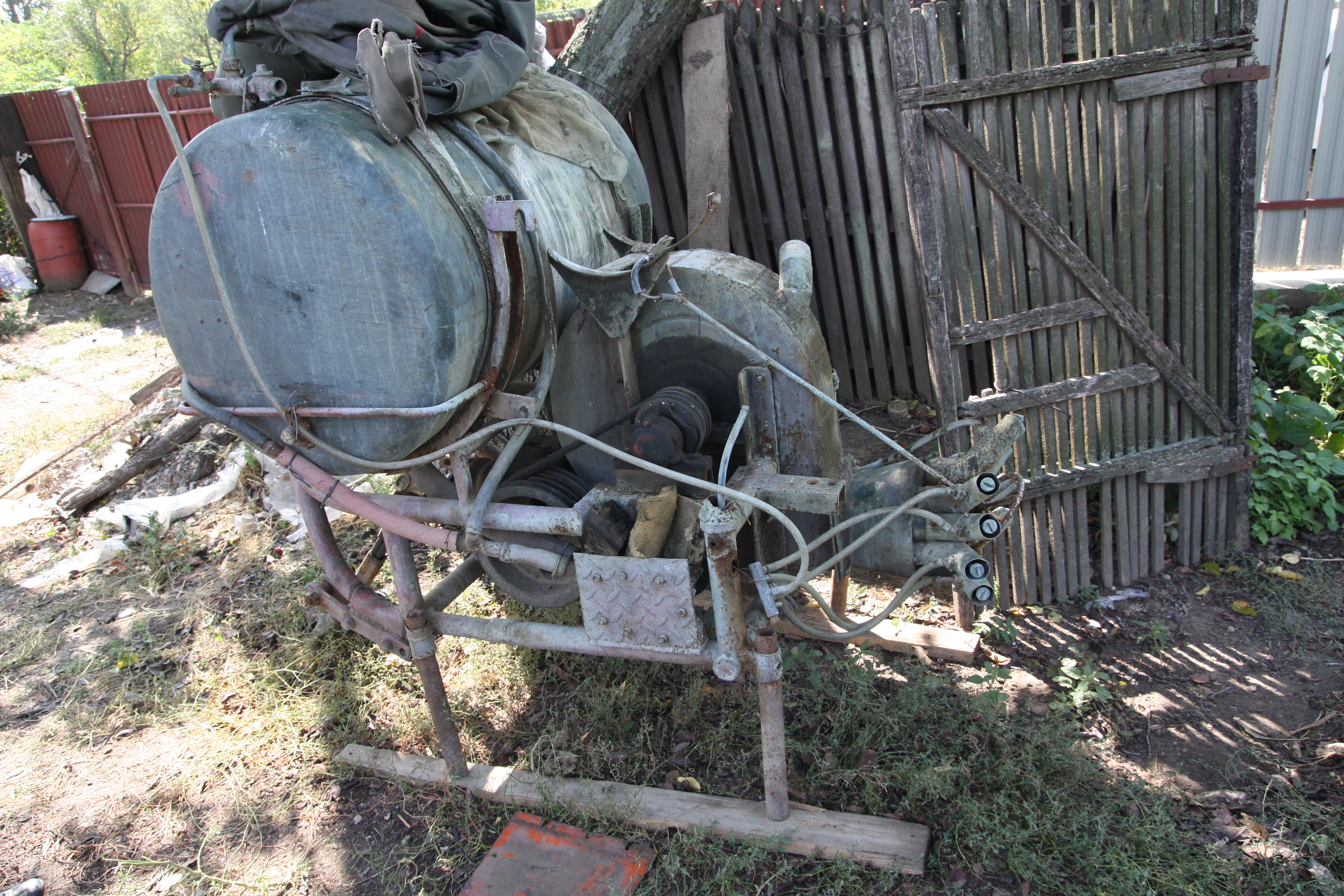
Máy phun kiểu máy cày